# Wolfshausen
Wolfshausen is een plaats in de Duitse gemeente Weimar (Lahn), deelstaat Hessen, en telt 423 inwoners (2005).